# خارخاری و دوستان
خارخاری و دوستان (انگلیسی: Harley Spiny) یک مجموعه تلویزیونی کودکانه است که فصل اول آن از ۵ اوت ۱۹۹۶ تا ۲۷ ژوئن ۱۹۹۷ از تلویزیون آموزشی ان‌اچ‌کی پخش شد. این اثر دومین انیمه اصلی ان‌اچ‌کی است.
این انیمه از صدا و سیمای جمهوری اسلامی ایران پخش شد.